# Bitva o Nadžaf (2004)
Bitva o Nadžaf byla ozbrojeným střetem během války v Iráku trvající od 5. do 27. srpna 2004, v níž bojovala americká a irácká vojska a na straně druhé šíitská milice Mahdího armáda pod vedením duchovního Muktady Sadra o kontrolu nad městem Nadžaf.

## Pozadí
31. července dorazil do města 11. expediční oddíl americké námořní pěchoty, který byla součástí mezinárodní divize pod polským velením, a převzala kontrolu nad guvernoráty Nadžaf a Kádisíja.
K prvním bojům mezi námořní pěchotou a příslušníky Mahdího armády došlo již 2. srpna na jednom z předměstí u porodnice nedaleko domu as-Sadra. Klinika se přitom nacházela na místě, kam dle dohody z června měly americké jednotky přístup.

## Boj
Samotný boj začal 6. srpna o 13:00, kdy příslušníci Mahdího armády zaútočili na stanici irácké policie. Té se sice podařilo první útok odrazit, ale v 15:00 došlo k dalšímu útoku. Guvernér provincie požádal o pomoc námořní pěchotu. Ta na místo poslala jednotku rychlého nasazení, ale ta se krátce po svém příjezdu stala terčem silné palby z Wádí as-Salám, což je největší hřbitov v muslimském světě o rozloze asi 7 čtverečních mil.
Druhý den boje pokračovaly v ještě větší intenzitě. Povstalcům se podařilo sestřelit vrtulník UH-1N Huey, který poskytoval leteckou podporu bojujícím jednotkám. Posádce se ale podařilo vyváznout. V následujících pozemních bojích přišli o život čtyři američtí vojáci. Američané se nakonec rozhodli 7. srpna dočasně stáhnout. Před dalším bojem byly převeleny do města další tři prapory 1. jezdecké divize (1. prapor 5. jezdeckého pluku, 2. prapor 7. jezdeckého pluku a 1. prapor 227. leteckého pluku).
Po dvou dnech boje pokračovaly a povstalcům se podařilo v úzkých uličkách zlikvidovat půl tuctu tanků M1 Abrams a bojových vozidel pěchoty Bradley. Boje začaly v centru města odkud se přesunuly do prostoru hřbitova. Američané začali v boji získávat převahu, a tak se povstalci přesunuli k mešitě imáma Alího. Oblast byla následně uzavřena a spojenecká vojska spustila obležení. Mešita sice během bojů nebyla vážně poškozena, ale byly zničeny dva její minarety.
23. srpna se rozezněla v okolí mešity série minimálně patnácti výbuchů, po kterých následovaly další přestřelky. 26. srpna shodila dvojice amerických letadel F-16 čtyři pumy na dva hotely v blízkosti mešity, které povstalci využívali. Nálet donutil al-Sadra, aby usedl za jednací stůl s ajatolláhem Sístáním.

## Příměří
27. srpna 2004 se vyjednavačům podařilo dohodnout oboustranné stažení z města. Povstalci složili zbraně a žádný z nich nebyl zadržen. Kontrolu nad městem převzaly irácké bezpečnostní složky. Velká část bojovníků Mahdího armády se přesunula do bagdádské čtvrtě Sadr City, kde také probíhaly boje.